# Вільчиська (Малопольське воєводство)
Вільчиська (пол. Wilczyska) — село в Польщі, у гміні Бобова Горлицького повіту Малопольського воєводства.
Населення — 1040 осіб (2011).
У 1975-1998 роках село належало до Новосондецького воєводства.

## Демографія
Демографічна структура станом на 31 березня 2011 року:
|          | Загалом | Допрацездатний вік | Працездатний вік | Постпрацездатний вік |
| -------- | ------- | ------------------ | ---------------- | -------------------- |
| Чоловіки | 529     | 142                | 343              | 44                   |
| Жінки    | 511     | 146                | 284              | 81                   |
| Разом    | 1040    | 288                | 627              | 125                  |